# ماريو لونجو
ماريو لونجو (بالإيطالية: Mario Longo)‏ هو عداء سريع إيطالي، ولد في 21 أغسطس 1964 في نابولي في إيطاليا.

## وصلات خارجية
- ماريو لونجو على موقع الاتحاد الدولي لألعاب القوى (الإنجليزية)